# 핵군축캠페인

CND 상징.

핵군축캠페인(Campaign for Nuclear Disarmament, CND)은 1957년에 창설된 영국의 반핵단체이다. 모든 대량살상무기와 영국의 원전 건설을 반대한다. 비핵화 단일 이슈 시민단체로는 유럽 최대규모이다. 유럽의 평화운동을 이끄는 시민단체이다.

## 같이 보기
- 1960년대 반문화
- 비핵화
- 핵확산
- 평화 운동
- 평화 기호
- 세계 평화 평의회